# Вулиця Василя Симоненка (Тернопіль)
Вулиця Василя Симоненка — вулиця в житловому масиві «Аляска» міста Тернополя. Названа на честь відомого українського поета і журналіста Василя Симоненка.

## Відомості
Розпочинається від кільцевої розв'язки з вулицями Генерала Мирона Тарнавського та Володимира Великого, пролягає на схід до вулиці Полковника Морозенка, де і закінчується. На вулиці розташовані багатоповерхівки.

## Освіта
- Дитячий садок №17 (Василя Симоненка, 22)

## Комерція
- Аптека «D.S.» (Василя Симоненка, 2)
- Продуктовий магазин «Сім23» (Василя Симоненка, 5А)
- Продуктовий магазин «Смак» (Василя Симоненка, 6)

## Транспорт
На вулиці розташовані 3 зупинки громадського транспорту:
- Вулиця Василя Симоненка (від центру) — автобусні маршрути №14, 27.
- Вулиця Василя Симоненка (до центру) — автобусні маршрути №13, 18, 19, 21, 22, 22А, 24, тролейбус №8.
- Церква Святого Апостола Петра — автобусні маршрути №13, 18, 19, 21, 22, 22А, 24, тролейбус №8.